# دانشگاه دولتی وانادزور
دانشگاه دولتی وانادزور (ارمنی: Վանաձորի Հովհաննես Թումանյանի անվան Պետական Համալսարան) انگلیسی: Vanadzor State University که به نام هوهانس تومانیان نامگذاری شده‌است یک دانشگاه دولتی است که در شهر وانادزور در استان لوری،
ارمنستان واقع شده‌است. با دارا بودن ۵ دانشکده، بزرگترین دانشگاه در استان لوری محسوب می‌شود.  هم‌اکنون بیش از ۲۴۰۰ دانشجو در این دانشگاه مشغول به تحصیل هستند.